# Anders Christensson
Sven Anders Christensson, född 3 januari 1953 i Lidingö församling i Stockholms län, är en svensk ingenjör.

## Biografi
Christensson avlade civilingenjörexamen i farkostteknik vid Kungliga Tekniska högskolan 1982. Han var systemingenjör vid Försvarets materielverk 1982–1986, analytiker vid Gould CS Sverige AB 1986–1990, och projektledare för informationssystem vid Försvarets materielverk 1990–2000. Från 2000 var han projektledare och forskare vid Försvarshögskolan.
Anders Christensson invaldes 2000 som ledamot av Kungliga Krigsvetenskapsakademien.